# Distretto di Berettyóújfalu
Il distretto di Berettyóújfalu (in ungherese Berettyóújfalui járás) è un distretto dell'Ungheria, situato nella provincia di Hajdú-Bihar.